# آذرفرازگرد
آذرفرازگرد (پارسی میانه: Ādurfrāzgird) شاهزاده‌ای ساسانی فرزند شاهنشاه هرمز دوم و برادر شاهنشاهان آذرنرسی، شاپور دوم و اردشیر دوم بود. او در دوره شاهنشاهی شاپور بر نصیبین فرمان می‌راند.

## نام
آذرفرازگرد در متون پهلوی به صورت ʾdrprzgrd نوشته شده که هافمن خوانش آن را «آذرافروزگرد» می‌داند. این خوانش درست‌تر است و معنای «دارندهٔ پشتیبانی آتش» (همچون frašō.kərəti- در اوستایی) می‌دهد. با توجه به نقش آتش در آیین کشور و افتخارهای که به ایزد آتش داده شده‌است، این نام برای یک شاهزاده ساسانی مناسب به نظر می‌رسد.

## زندگی
به گفته منابع سریانی استان مرزی و راهبردی عربستان در دهه ۳۶۰ میلادی میان آذرفرازگرد و برادرش جاماسپ تقسیم شد و بدین گونه آذرفرازگرد بر نصیبین و جاماسپ بر کرانه‌های دجله فرمان می‌راند. این دو برادر باید مراقب یکدیگر و فعالیت‌های رومیان بودند. هیچ نشانه‌ای از بزرگتر یا کوچکتر بودن این دو برادر از شاپور وجود ندارد. افزون بر این احتمالاً آن‌ها فرزندان همسر اول هرمز یا ایفرا هرمز نبودند و بنابراین هرگز در مناقشه جانشینی که پس از مرگ هرمز رخ داد، وارد نشدند.